# Carex aquatilis
Carex aquatilis là một loài thực vật có hoa trong họ Cói. Loài này được Wahlenb. mô tả khoa học đầu tiên năm 1803.
Loài này phân bố ở khu vực xung quanh cận Bắc Cực, hiện diện ở các vùng bắc của bán cầu Bắc. Loài cây này mọc ở nhiều loại môi trường sống miền núi và Bắc Cực, bao gồm rừng cây lá kim ôn đới, đồng cỏ miền núi, vùng lãnh nguyên và vùng đất ngập nước. Có một số biến thể của loài này, và có bề ngoài hơi khác nhau. tạo ra những thân cây hình tam giác đạt chiều cao từ 20 cm đến 1,5 mét, và thường không hình thành các lùm cây như một số các loài cây lách khác. Chúng tạo ra những mạng lưới thân rễ dày đặc thành những tấm thảm rễ đủ dày để tạo thành các tấm thảm cỏ và các tế bào nhu mô khoảng cách cho phép chúng sống sót trong các khu vực đất thiếu oxy như những nơi bùn lầy đặc. Các cụm hoa có một số gai với một lá giống như vết nứt ở đáy dài hơn chính cụm hoa. Quả có vỏ bóng loáng và mặc dù cây thỉnh thoảng được tái tạo bằng hạt giống, hầu hết thời gian nó tái tạo thực vật, lan rộng qua thân rễ của nó. Trên thực tế, trong bất kỳ năm nào, hầu hết các chồi đều không có hoa. Đây là loài cây sống lâu năm này sống được đến 10 năm hoặc lâu hơn, có thể hình thành than bùn vì hệ thống thân rễ của chúng phân hủy và đôi khi được sử dụng để tái canh các khu vực mà than bùn đã được thu hoạch.

## Hình ảnh

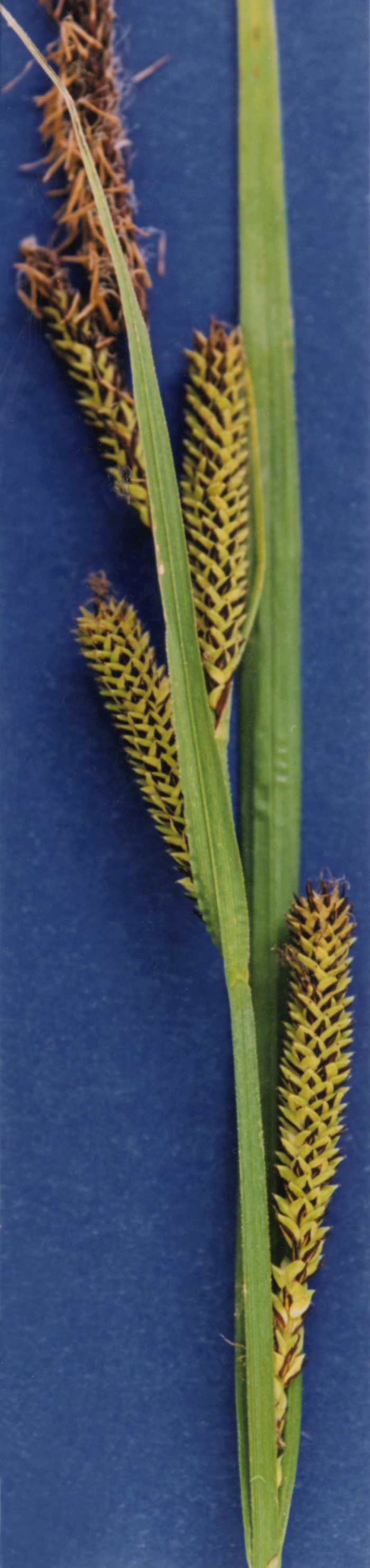
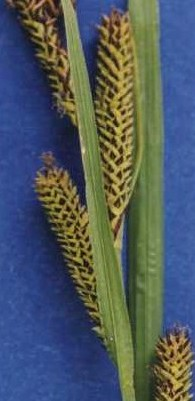
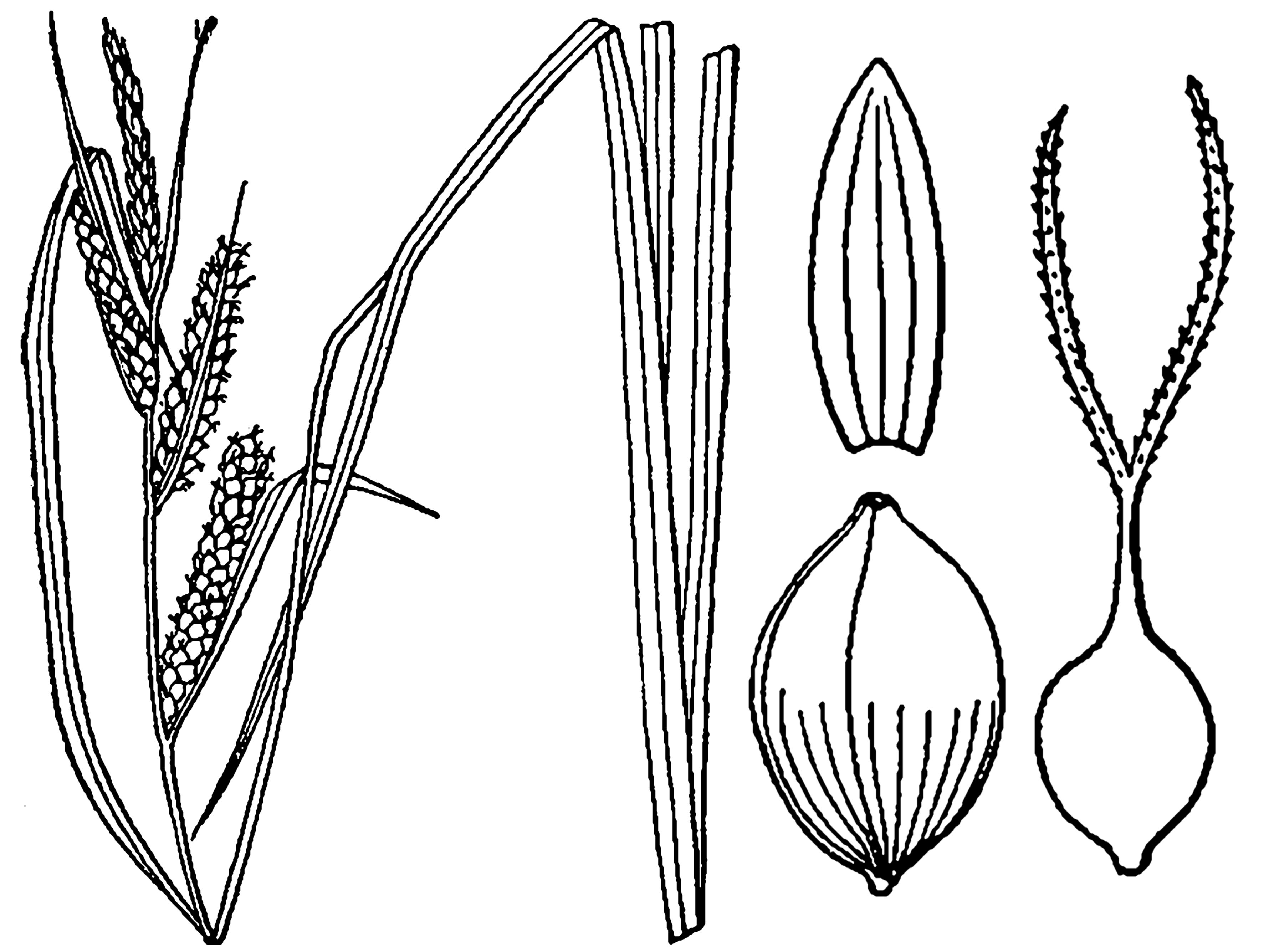
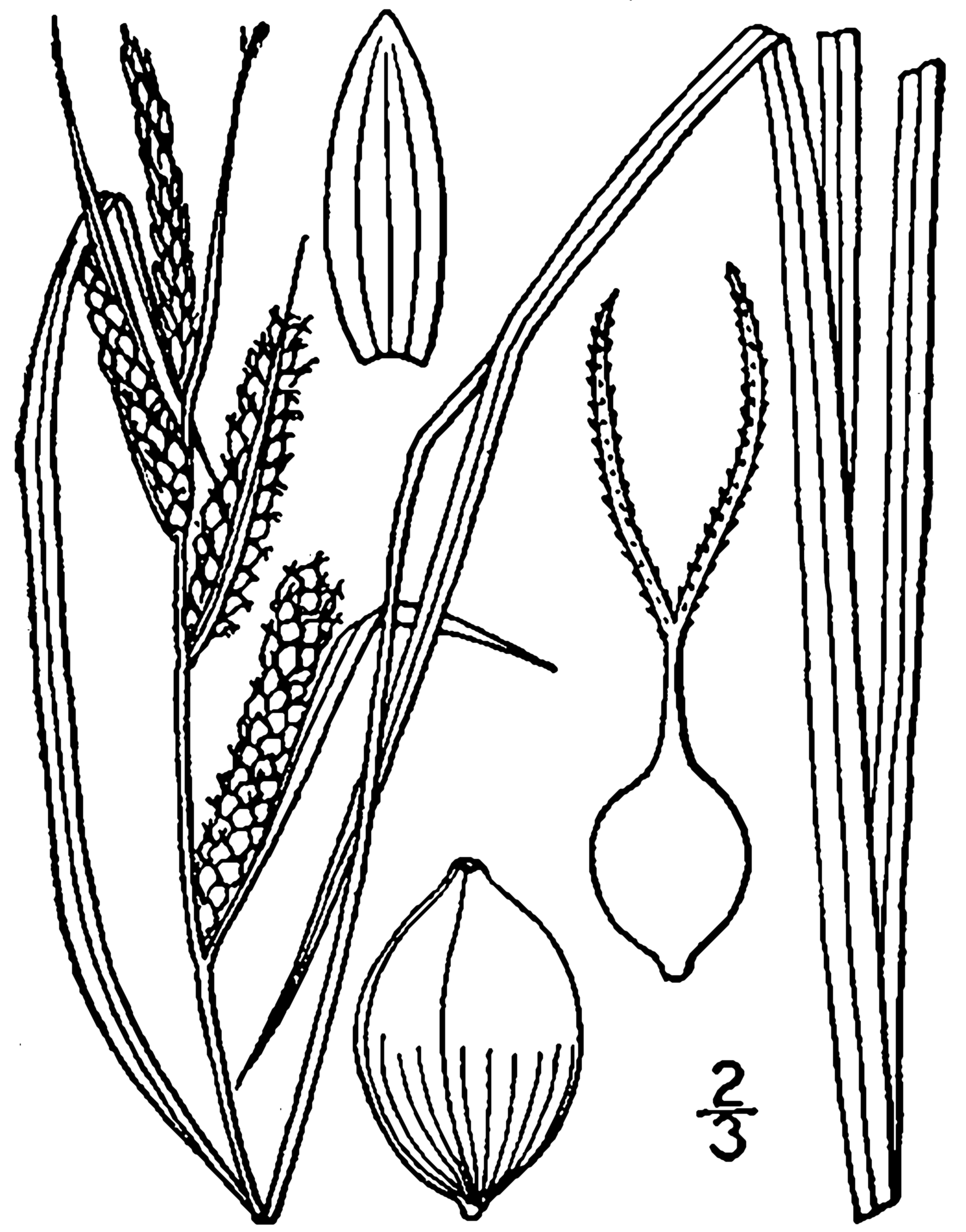